# Rovnice vedení tepla

Animace řešení rovnice vedení tepla na čtvercové kovové desce. Výška a zarudnutí udávají teplotu v každém bodě. Počáteční stav má oblast rovnoměrně horkého kopyta (červená) obklopenou rovnoměrně studenou oblastí (žlutá). Postupem času se teplo šíří do chladné oblasti.

Ve fyzice je rovnice vedení tepla difuzní rovnicí vyjadřující difuzi tepla v materiálu. Na rozdíl od klasické difuzní rovnice však rovnice vedení tepla nepracuje s hustotou veličiny podléhající difuzi, ale vyjadřovacím prostředkem rovnice vedení tepla je lépe měřitelná a do jisté míry ekvivalentní veličina, teplota. V matematice rovnici vedení tepla často chápeme obecněji v prostoru libovolné konečné dimenze a zpravidla předpokládáme, že transformací souřadné soustavy a vhodnou volbou jednotek je rovnice převedena na tvar bez smíšených derivací a bez fyzikálních konstant. Proto má v matematické literatuře rovince vedení tepla poněkud jiný tvar než v literatuře fyzikální.

## Matematická rovnice vedení tepla
Matematická rovnice nestacionárního vedení tepla je
{\displaystyle {\frac {\partial u}{\partial t}}={\frac {\partial ^{2}u}{\partial x_{1}^{2}}}+\cdots +{\frac {\partial ^{2}u}{\partial x_{n}^{2}}}.}
Jedná se o parciální diferenciální rovnici druhého řádu parabolického typu. Je běžné označovat {\displaystyle t} jako „čas“ a {\displaystyle (x_{1},x_{2},\dots ,x_{n})} jako „prostorové proměnné“, a to i v abstraktních kontextech, kde tyto pojmy nemají svůj intuitivní význam. Diferenciální operátor na pravé straně je Laplacián.
Viz též Vedení tepla#Rovnice vedení tepla

## Fyzikální rovnice vedení tepla
Ve fyzikálních a inženýrských aplikacích má rovnice vedení tepla tvar {\displaystyle \varrho c{\frac {\partial T}{\partial t}}=\nabla \cdot \left(\lambda \nabla T\right),} kde {\displaystyle \rho } je hustota, {\displaystyle c} je měrná tepelná kapacita, {\displaystyle \lambda } je součinitel tepelné vodivosti, {\displaystyle \nabla \cdot ()} je operátor divergence a {\displaystyle \nabla T} je gradient teploty. Jedná se o rovnici kontinuity bez zdrojů a s tokem vyjádřeným pomocí Fourierova zákona.

#### Homogenní izotropní materiál
Pro homogenní izotropní materiál a součinitel tepelné vodivosti nezávislý na teplotě se rovnice redukuje na {\displaystyle {\frac {\partial T}{\partial t}}=\alpha \nabla ^{2}T,}kde {\displaystyle \nabla ^{2}} je Laplaceův operátor a {\displaystyle \alpha ={\frac {\lambda }{\rho c}}} je tepelná difuzivita. Tepelnou difuzivitu je možno chápat jako schopnost materiálu vyrovnávat teplotu.

#### Anizotropní materiál
Pro anizotropní materiál je součinitel tepelné vodivosti obecně tenzorem druhého řádu a v kartézských souřadnicích má rovnice vedení tepla tvar {\displaystyle \rho c{\frac {\partial T}{\partial t}}=\sum _{i,j}{\frac {\partial }{\partial x_{i}}}\left(\lambda _{ij}{\frac {\partial T}{\partial x_{j}}}\right),}kde {\displaystyle (x_{1},x_{2},x_{3})=(x,y,z).} Je-li {\displaystyle \lambda _{ij}} symetrický tenzor, je možno vhodnou volbou souřadné soustavy docílit toho, že je tento tenzor představován diagonální maticí, což redukuje rovnici na {\displaystyle \rho c{\frac {\partial T}{\partial t}}=\sum _{i,j}{\frac {\partial }{\partial x_{i}}}\left(\lambda _{ii}{\frac {\partial T}{\partial x_{i}}}\right)}neboli (po rozepsání sumy) {\displaystyle \rho c{\frac {\partial T}{\partial t}}={\frac {\partial }{\partial x}}\left(\lambda _{11}{\frac {\partial T}{\partial x}}\right)+{\frac {\partial }{\partial y}}\left(\lambda _{22}{\frac {\partial T}{\partial y}}\right)+{\frac {\partial }{\partial z}}\left(\lambda _{33}{\frac {\partial T}{\partial z}}\right).}

#### Vedení tepla v homogenní tyči
Pro jednorozměrnou tyč se rovnice vedení tepla redukuje na {\displaystyle \rho c{\frac {\partial T}{\partial t}}={\frac {\partial }{\partial x}}\left(\lambda {\frac {\partial T}{\partial x}}\right).}Pokud součinitel tepelné vodivosti {\displaystyle \lambda } nezávisí ani na poloze (tj. materiál je homogenní) ani na teplotě (tj. materiál má lineární materiálovou charakteristiku, splňuje lineární materiálový vztah), je možné použít formulaci s druhou derivací ve tvaru {\displaystyle \rho c{\frac {\partial T}{\partial t}}=\lambda {\frac {\partial ^{2}T}{\partial x^{2}}}}se součinitelem tepelné vodivosti, nebo {\displaystyle {\frac {\partial T}{\partial t}}=\alpha {\frac {\partial ^{2}T}{\partial x^{2}}}}s tepelnou difuzivitou.

#### Započtení tepelných zdrojů nebo spotřebičů
Rovnici vedení tepla je možno doplnit i členem vyjadřujícím ztráty nebo generování tepla. Například u jednorozměrné rovnice vedení tepla se ztrátami vyzařováním je možné ztráty modelovat podle Stefan-Boltzmannova zákona členem {\displaystyle \mu \left(T^{4}-v^{4}\right)}, kde {\displaystyle v=v(x,t)} je teplota okolí a {\displaystyle \mu } je koeficient, který závisí na fyzikálních vlastnostech materiálu. Rovnice má poté tvar{\displaystyle {\frac {\partial T}{\partial t}}=\alpha {\frac {\partial ^{2}T}{\partial x^{2}}}-{\frac {\mu }{c\rho }}\left(T^{4}-v^{4}\right).}

## Fyzikální interpretace členů rovnice vedení tepla
Pro fyzikální interpretaci (například pro jednorozměrný případ) je vhodnější uvažovat rovnici ve tvaru {\displaystyle \rho c{\frac {\partial T}{\partial t}}=-{\frac {\partial q}{\partial x}},\quad q=-\lambda {\frac {\partial T}{\partial x}}.}
- Derivace teploty podle času {\displaystyle {\frac {\partial T}{\partial t}}} udává, jak rychle roste teplota v čase (pro dané místo a daný okamžik).
- Levá strana rovnice {\displaystyle \rho c{\frac {\partial T}{\partial t}}} udává, jak rychle roste tepelná energie v jednotkovém množství materiálu (tj. na jednotku délky).
- Derivace teploty podle prostorové souřadnice {\displaystyle {\frac {\partial T}{\partial x}}} je jednorozměrný gradient a udává, jak prudce na jednotku délky roste teplota ve směru souřadné osy.
- Výraz {\displaystyle q=-\lambda {\frac {\partial T}{\partial x}}} podle Fourierova zákona udává tok tepla, tj. množství tepla, které projde průřezem tyče za jednotku času ve směru souřadné osy.
- Výraz {\displaystyle {\frac {\partial q}{\partial x}}} udává nárůst toku tepla ve směru souřadné osy na jednotkové délce.
- Výraz {\displaystyle -{\frac {\partial q}{\partial x}}}udává pokles toku tepla ve směru souřadné osy na jednotkové délce. Rovnice vyjadřuje, že úbytek v toku tepla v daném místě se "použije" na zvýšení teploty materiálu v tomto místě.